# Pierre Théophile Delbetz
Pierre Joseph Théophile Delbetz est un homme politique français né le 19 mars 1818 à Eymet (Dordogne) et mort le 23 septembre 1881 à Eymet.

## Biographie
Fils d'un pasteur protestant, il est médecin et s'installe en 1842 à Eymet. Sous commissaire du gouvernement provisoire à Bergerac en février 1848, il est député de la Dordogne de 1848 à 1851, siégeant au groupe d'extrême-gauche de la Montagne. 

## Sources
- « Pierre Théophile Delbetz », dans Adolphe Robert et Gaston Cougny, Dictionnaire des parlementaires français, Edgar Bourloton, 1889-1891 [détail de l’édition]